# Мир женатой пары
«Жизнь в браке» (англ. The World of the Married, кор. 부부의 세계, Bubuui Segye) — южнокорейский телесериал 2020 года. В главных ролях: Ким Хи-э, Пак Хэ Джун и Хан Со Хи. Выходил на экран с 27 марта по 16 мая 2020 года на канале JTBC. Основан на британском телесериале Доктор Фостер, где в главной роли снималась Сюранна Джонс.
Сериал стал самой известной и высоко оценённой зрителями драмой в истории кабельного телевидения Южной Кореи, обогнав Небесный замок, его финальный эпизод достиг общенационального рейтинга в 28,371 %. Он также достиг самого высокого среднего рейтинга драмы на кабельном телевидении, в 18,829 %. Драма получила положительные отзывы от критиков за сценарий, режиссуру и актерскую игру, а её содержание привлекло широкое внимание аудитории.

## Сюжет
Чи Сон У является уважаемым семейным врачом и заместителем директора Family Love Hospital. Она замужем за Ли Тхэ О, начинающим режиссером, который владеет небольшой развлекательной кинокомпанией, и у пары есть сын подросткового возраста, Ли Джун Ён. Кажется, у Сон У есть всё: от успешной карьеры до счастливой семьи, но муж изменяет ей, и друзья также предают её.

## В ролях
- Ким Хи Э — Чи Сон У
- Пак Хэ Джун — Ли Тэ О
- Хан Со Хи — Ё Да Гюн

## Саундтрек
1. Lonely Sailing (고독한 항해) — Ким Юн А (Jaurim)
2. Nothing On You — Джош Дэниел
3. Sad — Сон Сын Ён
4. Just Leave Me (그냥 나를 버려요) — Ха Дон Гюн
5. Farewell In Tears (눈물로 너를 떠나보낸다) — Ну Гак
6. The Days We Loved (사랑했던 날들) — Пэк Чжи Ён

## Рейтинги
| № серии     | Дата показа    | AGB Nielsen  | AGB Nielsen |
| № серии     | Дата показа    | Национальный | Сеул        |
| ----------- | -------------- | ------------ | ----------- |
| 1           | 27 марта 2020  | 6.260%       | 6.786%      |
| 2           | 28 марта 2020  | 9.979 %      | 11.023 %    |
| 3           | 3 апреля 2020  | 11.882 %     | 14.016 %    |
| 4           | 4 апреля 2020  | 13.979 %     | 15.794 %    |
| 5           | 10 апреля 2020 | 14.676 %     | 16.118 %    |
| 6           | 11 апреля 2020 | 18.816 %     | 21.390 %    |
| 7           | 17 апреля 2020 | 18.501 %     | 21.406 %    |
| 8           | 18 апреля 2020 | 20.061 %     | 22.276 %    |
| 9           | 24 апреля 2020 | 20.539 %     | 23.175 %    |
| 10          | 25 апреля 2020 | 22.913 %     | 25.878 %    |
| 11          | 1 мая 2020     | 21.122 %     | 23.986 %    |
| 12          | 2 мая 2020     | 24.332 %     | 26.747 %    |
| 13          | 8 мая 2020     | 21.087 %     | 23.920 %    |
| 14          | 9 мая 2020     | 24.307 %     | 26.841 %    |
| 15          | 15 мая 2020    | 24.442 %     | 27.975 %    |
| 16          | 16 мая 2020    | 28.371%      | 31.669%     |
| Средний     | Средний        | 18.829%      | 21.188%     |
| Специальный | 22 мая 2020    | 3.904 %      | 4.777 %     |
| Специальный | 23 мая 2020    | 4.288 %      | 4.534 %     |